# Apanteles hectorsolisi
Apanteles hectorsolisi (лат.) — вид мелких наездников рода Apanteles из подсемейства Microgastrinae семейства бракониды (Braconidae). Обнаружены в Центральной Америке: Коста-Рика (Alajuela).

## Описание
Мелкого размера перепончатокрылые насекомые: длина тела от 2,5 до 2,6 мм, длина переднего крыла 2,7-2,8 мм. Основная окраска тёмно-коричневая. Коготки лапок простые. Соотношение длины и ширины птеростигмы: 2,6-3,0. Паразитируют на дневных бабочках из семейства Риодиниды (Riodinidae), Argyrogrammama venilia crocea.
Вид был впервые описан в 2014 году канадским энтомологом Хосе Фернандес-Триана (Jose L. Fernández-Triana; Department of Integrative Biology and the Biodiversity Institute of Ontario, Университет Гелфа, Гелф, Онтарио, Канада) и назван в честь Гектора Солиса (Héctor Solís; ACG Programa Forestal, Коста-Рика)
.